# Hullámhosszak
A Hullámhosszak 1970-ben bemutatott magyar festményfilm, amely a Magyar Rádió felvétele alapján készült.

## Rövid tartalom
A nagyvilágból az éteren át érkező hangáradat impulzusai a modern élet nyers dolgainak sokasága.

## Alkotók
- Írta, rendezte és festette: Kovásznai György
- Operatőr: Neményi Mária

Készítette a Pannónia Filmstúdió